# Pyrrhura devillei
La cotorra de Deville (Pyrrhura devillei), también denominada chiripepé de ala anaranjada, perico de alas naranjas y periquito alianaranjado, es una especie de ave psitaciforme de la familia Psittacidae que vive en Sudamérica. 

## Distribución y hábitat
La cotorra de Deville se encuentra en hábitats forestales del Pantanal de Brasil, Bolivia y Paraguay, por debajo de los 1.000 m de altitud. Localmente es bastante común, pero se encuentra en peligro por la destrucción de su hábitat debido a su relativamente reducida área de distribución, por lo que está catalogada por la UICN como especie casi amenazada.

## Taxonomía
La especie fue descrita científicamente por los ornitólogos franceses François Victor Masséna y Charles de Souancé en 1854.
El espécimen tipo se registró como encontrado en Bolivia, pero debido al cambio de fronteras se cree que procedía del territorio del actual Paraguay. A veces es considerado una subespecies de la cotorra chiripepé ya que aparecer aparecen híbridos en Paraguay. Ambas aves se parecen pero la cotorra de Deville tiene el píleo gris oscuro y los bordes de las alas a la altura de los hombros y las coberteras inferiores anaranjados.

## Descripción
Mide de 25 a 28 cm de longitud. Frente con línea roja fina; la corona y el cuello marrón con collar grisáceo; dorso y alas verdes, con los bordes de las rémiges primarias azules; hombros rojos; pecho y vientre verdes con manchas tenues rojizas; cola roja opaca.  En vuelo es notoria la axila roja con línea amarilla al final.